# Some Time in New York City
Some Time in New York City è un album discografico di John Lennon e Yōko Ono con la Plastic Ono Band, pubblicato nel 1972.
Opera molto politicizzata, il disco fu un insuccesso sia di critica che di pubblico se paragonato ai due precedenti lavori, John Lennon/Plastic Ono Band e Imagine.

## Storia
John Lennon e Yōko Ono si trasferirono a New York nel settembre del 1971 e lì si trovarono subito coinvolti in forti istanze politiche. Abitando inizialmente al Greenwich Village, furono presto contattati dagli attivisti politici Jerry Rubin e Abbie Hoffman, fecero un'apparizione al concerto in favore di John Sinclair, e rilasciarono dichiarazioni contro la violenta repressione della rivolta dei detenuti nel carcere di Attica e sull'incarcerazione di Angela Davis. Nel gennaio del 1972 l'FBI aprì un fascicolo d'indagine su Lennon, temendo che volesse irridere il Presidente Richard Nixon, con l'espressa volontà di far espellere Lennon dal Paese. La coppia verrà pedinata per diverse settimane, e ogni loro mossa sarà scrupolosamente annotata.
Fu in questo clima che Lennon e Ono ingaggiarono la Elephant's Memory Band e il batterista di studio Jim Keltner come gruppo di supporto per registrare il nuovo album, nel quale avevano intenzione di continuare la loro protesta verso le ingiustizie sociali notate negli Stati Uniti. Phil Spector co-produsse l'album insieme ai coniugi Lennon dalla fine del 1971 al 20 marzo 1972.

## Contenuti
Cercando di rendere il tutto più appetibile commercialmente, furono incluse sul disco le esecuzioni di Lennon e Ono dei brani Cold Turkey e Don't Worry Kyoko (Mummy's Only Looking for Her Hand in the Snow) del 15 dicembre 1969 al Lyceum Ballroom di Londra, tratte da un concerto in favore dell'UNICEF a cui partecipavano anche Eric Clapton, George Harrison e Keith Moon. In più, estratti di un concerto tenuto insieme a Frank Zappa e i The Mothers of Invention nel giugno del 1971, furono anch‘essi inclusi, creando così un vero e proprio bonus live album.
La canzone d'apertura dell'album di studio, Woman Is the Nigger of the World, un vero e proprio inno femminista, venne fatto uscire come singolo negli USA, ma l'argomento scottante del brano, gli causò – di conseguenza – molte polemiche e pochi passaggi radio.
Altre canzoni opera di Lennon sono l'autobiografica New York City, un rock in stile Chuck Berry, che racconta i primi tempi di permanenza nella città della coppia, e John Sinclair, la sua petizione in musica per la cancellazione della condanna a dieci anni di carcere a cui Sinclair era stato condannato per aver dato due spinelli a una poliziotta in borghese.
Yōko Ono, risponde con Sisters O Sisters, Born In A Prison, e We're All Water. Tutte composte e cantate da lei.
Insieme poi, Lennon e Ono lamentano la brutalità della polizia in Attica State, l'aggravarsi delle tensioni nell'Irlanda del Nord in Sunday Bloody Sunday e in The Luck of the Irish (che fecero scalpore per il testo durissimo nei confronti degli inglesi definiti "porci" e "briganti"), e omaggiano l'attivista politica Angela Davis con Angela.

## Pubblicazione
Some Time in New York City fu pubblicato negli Stati Uniti il 12 giugno 1972 ma in Gran Bretagna l'uscita venne posticipata al 15 settembre a causa di una disputa con la Northern Songs circa i diritti di pubblicazione delle canzoni scritte a nome "Lennon-Ono". L'etichetta personalizzata, mostrava il viso di Lennon che si trasformava in quello della Ono, ed era stata creata dal fotografo Iain Macmillan.
Anche se nel Regno Unito il disco arrivò fino all'undicesima posizione in classifica, negli Stati Uniti si fermò alla numero 48, risultato certo non esaltante per un ex-Beatle.

## Accoglienza
| Recensione                    | Giudizio |
| ----------------------------- | -------- |
| AllMusic                      | [ 4 ]    |
| Boston Phoenix                | [ 5 ]    |
| Robert Christgau              | C        |
| Mojo                          | [ 7 ]    |
| MusicHound                    | [ 8 ]    |
| Paste                         | [ 9 ]    |
| The Rolling Stone Album Guide | [ 10 ]   |
| Uncut                         | [ 11 ]   |

Some Time In New York City fu confezionato in modo che la copertina sembrasse la prima pagina di un giornale che riportasse come titoli delle notizie i brani sul disco, scatenando però, ancora una volta, dei problemi di censura a causa di un fotomontaggIo di Richard Nixon e Mao Zedong che ballavano nudi insieme. (La foto venne coperta con un adesivo nelle ristampe successive.)
Venendo dopo Imagine, Some Time In New York City provocò sconcerto tra i critici musicali e i fan di Lennon che si aspettavano altre canzoni simili. Quando l'album venne pubblicato quell'estate, i critici lo fecero letteralmente a pezzi, giudicando il disco troppo radicale ed ingenuo nei suoi slanci politici, mentre altri fecero notare le scarse doti artistiche di Yoko come interprete vocale. In una corrosiva recensione del disco pubblicata sulla rivista Rolling Stone, Stephen Holden scrisse che Some Time in New York City era "un vero e proprio suicidio artistico", aggiungendo anche: "Tranne John Sinclair le canzoni sono orribili. Le melodie sono appena abbozzate e derivative e le parole poco più che sciatte filastrocche infantili che sviliscono i problemi e le persone che cercano di esaltare. Solo un compiacimento monomaniacale avrebbe potuto permettere ai Lennon di pensare che questa idiozia senza spirito non avrebbe insultato l'intelligenza e i sentimenti di qualsiasi tipo di pubblico." Dave Marsh scrisse una recensione per Creem, dove definì il disco "non male al 49%, ma non di più."
Il The Milwaukee Sentinel dichiarò che John & Yoko avevano prodotto "un'altra cruda, superficiale dimostrazione di radical chic alla moda". Su NME, Tony Tyler introdusse la sua recensione dell'album sotto forma di una lettera aperta, intitolata: "Lennon, sei un patetico rivoluzionario invecchiato". Dopo aver criticato John Lennon per "il generale cattivo gusto dell'opera", in particolare riferendosi ai testi e alla copertina del disco, Tyler concluse: "Non ti fossilizzare nell'ortodossia politica. Non alienarti. Stimolati intellettualmente. Sai, come facevi un tempo." Come risultato, anche il pubblico si tenne alla larga dal disco, che raggiunse appena la posizione numero 48 negli Stati Uniti. Nonostante in Inghilterra l'album fosse andato meglio, raggiungendo una dignitosa undicesima posizione in classifica, Lennon fu devastato dal fallimento commerciale del disco e non registrò più altro materiale per quasi un anno intero.
Il 30 agosto 1972, John Lennon e Yoko Ono si esibirono in due concerti di beneficenza tenutisi al Madison Square Garden in favore dei bambini mentalmente disabili; l'evento fu chiamato, One To One, e il sindaco di New York John Lindsay proclamò la data il One To One Day. Entrambe le performance furono filmate e registrate, lo show serale venne trasmesso dalla ABC Television, mentre il concerto pomeridiano fu pubblicato solo nel 1986 sull'album Live in New York City.
Some Time In New York City è stato rimasterizzato, remixato e ripubblicato nel novembre 2005 su singolo CD, rimuovendo, nel processo, molto del materiale della "Live Jam", ma con l'aggiunta di Happy Xmas (War Is Over) e Listen, The Snow Is Falling.
Più recentemente, Garry Mulholland della rivista Uncut ha descritto Some Time in New York City come "un serio sfidante al titolo di peggior album di un artista musicale di prima grandezza, con i suoi datati testi di sinistra anni '70, e l'assenza di convinzione sia dal punto di vista melodico che lirico". Scrivendo per il Boston Phoenix nel 2005, Eliot Wilder dichiarò che l'ascolto dell'album era "una esperienza dolorosa". Sebbene ammetta che Lennon "fosse dalla parte giusta", Wilder opinò: "queste canzoni – pedanti, topiche, elitarie – dimostrano che lui non era Bob Dylan... Ascoltatevi Revolution dei Beatles o la sua Give Peace a Chance se volete una dose del vero John Lennon "cantante di protesta". Maggiormente positivo, Mark Kemp di Paste considera l'album "ingiustamente criticato e sottovalutato", e indica Woman Is the Nigger of the World come "una delle migliori canzoni del Lennon solista".

## Tracce

### Disco 1 (studio)
Lato 1
1. Woman Is the Nigger of the World (John Lennon/Yōko Ono) – 5:15
  - (Una versione accorciata del brano appare sulla raccolta di Lennon del 1975 Shaved Fish. La versione integrale che appare su Sometime in New York City fu anche pubblicata come singolo negli Stati Uniti nel 1972).
2. Sisters, O Sisters (Yoko Ono) – 3:46
3. Attica State (John Lennon/Yoko Ono) – 2:54
  - (La rivolta dei detenuti del carcere di Attica ebbe luogo il 9 settembre 1971)
  - (Dopo l'omicidio di Lennon del 1980, il suo assassino è stato incarcerato proprio nella prigione di Attica.)
4. Born In a Prison (Yoko Ono) – 4:03
5. New York City (John Lennon) – 4:30
  - (Jerry (Rubin) e David Peel sono menzionati per nome nel testo della canzone).

Lato 2
1. Sunday Bloody Sunday (John Lennon/Yoko Ono) – 5:00
  - (Nel 1983, gli U2 pubblicano una canzone con lo stesso titolo, come singolo tratto dall'album "War". Il brano, diventato uno dei maggiori successi della band irlandese, racconta - come quello dell'ex componente dei Beatles - della domenica di sangue del 30 gennaio 1972: nella città dell'Irlanda del Nord di Derry (Londonderry per gli Unionisti), l'esercito del Regno Unito sparò sui partecipanti ad una manifestazione. Quattordici civili disarmati furono uccisi e quattordici rimasero feriti.)
2. The Luck of the Irish (John Lennon/Yoko Ono) – 2:56
3. John Sinclair (John Lennon) – 3:28
  - (John Sinclair venne arrestato nel luglio 1969 per detenzione di marijuana, e fu rilasciato il 13 dicembre 1971, tre giorni dopo l'esibizione “Ten for Two” di Lennon e Yoko Ono in favore della sua scarcerazione).
4. Angela (John Lennon/Yoko Ono) – 4:06
  - (Angela Davis, un'attivista per i diritti dei neri, venne imprigionata per diciotto mesi dal 1970 al 1972 a causa di condanne pendenti a suo carico).
5. We're All Water (Yoko Ono) – 7:11
  - (La canzone cita numerosi personaggi famosi, inclusi Nixon e Mao, Lenny Bruce, Marilyn Monroe, Jerry Rubin, Raquel Welch, la Regina Elisabetta II, Eldridge Cleaver, Papa Paolo VI, Charles Manson, e Nelson Rockefeller). (Nelson Rockefeller viene citato anche in Attica State sul lato 1)

#### Formazione
- John Lennon: chitarre, voce.
- Yōko Ono: batteria, voce.
- Jim Keltner: batteria, percussioni.
- Klaus Voormann: basso.

Elephant's Memory
- Stan Bronstein: flauto, sassofono.
- Wayne "Tex" Gabriel: chitarra.
- Richard Frank Jr.: batteria, percussioni.
- Adam Ippolito: tastiere, pianoforte.
- Gary Van Scyoc: basso.

### Disco 2 (live jam)
Lato 3
1. Cold Turkey (John Lennon) – 8:35
2. Don't Worry Kyoko (Yōko Ono) – 16:01
  - (Due canzoni eseguite dal vivo al Lyceum Ballroom a Londra, il 15 dicembre 1969, per un concerto di beneficenza in favore dell'UNICEF)

Lato 4
1. Well (Baby Please Don't Go) (Walter Ward) – 4:41
2. Jamrag (John Lennon/Yōko Ono) – 5:36
  - (Si dice che fosse sconosciuta a John e Yōko, che pensavano il brano fosse una jam, era invece un pezzo scritto da Frank Zappa, di cui si appropriarono indebitamente. Il brano si intitola King Kong, ed è contenuto nel suo album del 1969, Uncle Meat).
3. Scumbag (John Lennon/Yōko Ono/Frank Zappa) – 4:08
4. Aü (John Lennon/Yōko Ono) – 6:23
  - (Altre quattro canzoni improvvisate registrate dal vivo al Fillmore East di New York con Frank Zappa e i The Mothers of Invention il 6 giugno 1971).

#### Versione remixata da Frank Zappa della Side 4
Una versione remixata dell'esibizione live di John & Yōko con Frank Zappa sulla quarta facciata di Sometime in New York City fu ripubblicata nel 1992 sul disco di Frank Zappa, Playground Psychotics. Sull'album, le registrazioni sono state remixate in modo da far risaltare di più le parti strumentali di Zappa, e, in qualche caso, a certe canzoni è stato cambiato il titolo. I brani, dalla traccia 22 alla 26 sul Disc One del CD sono stati rinominati come segue:
- Well (Walter Ward) - 4:43
- Say Please (Lennon, Ono, Zappa) - 0:57
- Aawk (Lennon, Ono, Zappa) - 2:59
- Scumbag (Lennon, Ono, Howard Kaylan, Zappa) - 5:53
- A Small Eternity with Yoko Ono (Lennon, Ono) - 6:07

#### Formazione

##### 15 dicembre 1969
John scrisse a mano le note di copertina per la Live Jam.
- John Lennon: chitarra, voce.
- Yoko Ono: sacco, voce.

Per ciascuno, a parte Yoko e lui stesso, John creò poi i seguenti pseudonimi:
- Eric Clapton - "Derek Claptoe": chitarra.
- Delaney & Bonnie - "Bilanie & Donnie": chitarra, percussioni
- Jim Gordon - "Jim Bordom": batteria.
- George Harrison - "George Harrisong": chitarra.
- Nicky Hopkins - "Sticky Topkins": pianoforte elettrico (sovrainciso a N.Y. quando l'organo fu perso)
- Bobby Keys - "Robbie Knees": sassofono.
- Keith Moon - "Kief Spoon": batteria.
- Billy Preston - "Billy Presstud": organo.
- Klaus Voormann - "Raus Doorman": basso
- Alan White - "Dallas White": batteria.

Non accreditato:
- Jim Price: tromba.

##### 6 giugno 1971
- John Lennon: chitarra, voce.
- Yoko Ono: borsa, voce.
- Aynsley Dunbar: batteria.
- Bob Harris: keyboards, voce.
- Howard Kaylan: voce.
- Jim Pons: basso, voce.
- Don Preston: Mini-Moog.
- Ian Underwood: tastiere, voce, legni.
- Mark Volman: voce.
- Klaus Voormann: basso, voce.
- Frank Zappa: chitarra, voce.

### Versione rimasterizzata del 2005
La versione rimasterizzata su singolo disco omette molto del materiale live con Zappa (comunque disponibile in un mixaggio differente sull'album di Zappa del 1993, Playground Psychotics) e include due bonus tracks. Inoltre, le versioni di We're All Water e Don't Worry Kyoko, differiscono da quelle presenti sull'LP originale.
1. Woman Is The Nigger of The World (John Lennon/Yoko Ono) – 5:15
2. Sisters O Sisters (Yoko Ono) – 3:46
3. Attica State (John Lennon/Yoko Ono) – 2:52
4. Born In A Prison (Yoko Ono) – 4:04
5. New York City (John Lennon) – 4:29
6. Sunday Bloody Sunday (John Lennon/Yoko Ono) – 5:00
7. The Luck of The Irish (John Lennon/Yoko Ono) – 2:55
8. John Sinclair (John Lennon) – 3:26
9. Angela (John Lennon/Yoko Ono) – 4:06
10. We're All Water (Yoko Ono) – 5:18
11. Cold Turkey [Live Jam] (John Lennon) – 8:34
12. Don't Worry Kyoko (Yoko Ono) – 15:20
13. Well (Baby Please Don't Go) (Walter Ward) – 4:28

Bonus tracks
1. Listen, The Snow Is Falling (Yoko Ono) - 3:06
2. Happy Xmas (War Is Over) (John Lennon/Yoko Ono) - 3:34

## Controversia con Frank Zappa
Frank Zappa criticò la presentazione della performance dei Mothers che traspariva dai solchi di Some Time in New York City, perché le voci di Mark Volman e Howard Kaylan erano state rimosse, e Zappa stesso non aveva ricevuto nessun credito compositivo per l'inclusione della sua King Kong, erroneamente indicata sul disco con il titolo Jamrag. Nel 1988 Zappa dichiarò in un'intervista concessa alla rivista Rolling Stone: «Fecero uscire il disco e presero King Kong, che ovviamente aveva una melodia, un ritmo e degli accordi propri - e la chiamarono Jam Rag, e se la accreditarono... il modo nel quale la mixarono poi, non si sente cosa Mark e Howard stiano cantando». Lui e Lennon avevano inoltre concordato che avrebbero pubblicato ognuno la propria versione dell'esibizione, ma a Zappa fu legalmente vietato di far uscire la sua versione, che quindi non poté essere pubblicata fino al 1992 quando uscì nell'album Playground Psychotics.